# Лузинги
Лузинги — озеро на территории Ребольского сельского поселения Муезерского района Республики Карелия.

## Общие сведения
Площадь озера — 4,8 км², площадь водосборного бассейна — 87,6 км². Располагается на высоте 212,3 метров над уровнем моря.
Форма озера лопастная, продолговатая: вытянуто с запада на восток. Берега сильно изрезанные, каменисто-песчаные, с южной стороны местами заболоченные.
Через озеро протекает река Лузингилакши, вытекающая из озера Верхнее Шуабъярви и впадающая в озеро Большое Ровкульское, откуда через реки Сулу и Лендерку воды в итоге попадают в Балтийское море.
В озере расположены три безымянных острова различной площади.
С севера от озера проходит трасса 86К-176 («Тикша — Реболы»).
Код объекта в государственном водном реестре — 01050000111102000010588.